# Commelina cameroonensis
Commelina cameroonensis là một loài thực vật có hoa trong họ Commelinaceae. Loài này được J.K.Morton mô tả khoa học đầu tiên năm 1955.